# Giancarlo Santi
Giancarlo Santi (Roma, 7 ottobre 1939 – Roma, 22 febbraio 2021) è stato un regista italiano.

## Biografia
Fu aiuto-regista per registi importanti quali Marco Ferreri, Luigi Comencini, Glauber Rocha e Sergio Leone, con il quale collaborò in Il buono, il brutto e il cattivo e C'era una volta il West. Inizialmente fu candidato alla regia del film Giù la testa dopo la rinuncia di Sam Peckinpah e il licenziamento di Peter Bogdanovich, ma i produttori imposero Leone alla regia del film, relegando Santi alla direzione della seconda unità. 
Nel 1972 diresse il suo primo film, lo spaghetti western Il grande duello, prodotto dalla Sancro Film di Alfonso Sansone e Henryk Chroscicki, con l'aiuto di Ettore Rosboch, che aveva finanziato in precedenza alcuni film di Marco Ferreri. Nel documentario Alfonso Sansone produttore per caso ricorderà alcuni episodi di quella prima esperienza dietro la macchina da presa. Nel 1978 diresse Quando c'era lui... caro lei!, un film satirico che vedeva tra i protagonisti oltre a Paolo Villaggio anche Hugo Pratt. Interpretò anche un piccolo ruolo da attore nel film di Ermanno Olmi Cammina cammina del 1983, e tra il 1967 e il 1968 diresse alcune serie di caroselli, dal titolo La grande prova, relativi a una nota lametta da barba.
Nel 2005, alla 23ª edizione del Torino Film Festival, venne presentato fuori concorso il documentario Giancarlo Santi: facevo er cinema di Anton Giulio Mancino, dove il regista compare raccontando aneddoti e storie relative al suo lavoro ultracinquantennale.
Nel 2012 intraprese un progetto scolastico presso la Rome International School producendo il cortometraggio Buoni e cattivi, il quale non riuscì a qualificarsi alla Festa del Cinema di Roma, venendo comunque apprezzato dalla critica.
Muore il 22 febbraio 2021 all'età di 81 anni, al Policlinico Umberto I di Roma.

## Filmografia
- Il grande duello (1972)
- Quando c'era lui... caro lei! (1978)
- Con la voce del cuore (2000)